# Auzas
Auzas település Franciaországban, Haute-Garonne megyében. Lakosainak száma 222 fő (2022. január 1.). Auzas Arnaud-Guilhem, Aurignac, Bouzin, Cazeneuve-Montaut, Le Fréchet, Laffite-Toupière, Mancioux és Proupiary községekkel határos.

## Népesség
A település népességének változása:
| Lakosok száma | 179  | 163  | 142  | 159  | 208  | 234  | 239  | 231  | 227  | 222  |
|               | 1968 | 1982 | 1990 | 2006 | 2013 | 2015 | 2017 | 2019 | 2020 | 2022 |